# Maria Crowby
Maria Crowby, née le 23 août 1940 à Ifira (en) et morte le 28 avril 2020 en Nouvelle-Calédonie, est une femme politique vanuataise.

## Biographie
Née dans ce qui est alors le condominium franco-britannique des Nouvelles-Hébrides, elle est scolarisée dans une école coloniale française. Elle suit ensuite une formation professionnelle d'infirmerie en Nouvelle-Calédonie, et travaille comme infirmière aux Nouvelles-Hébrides. En 1976, elle suit des formations d'infirmerie complémentaires en République populaire de Bulgarie et à Paris.
En 1980, les Nouvelles-Hébrides accèdent à l'indépendance et deviennent la République de Vanuatu. Maria Crowby est alors nommée à la tête du service public d'infirmerie. Elle démissionne en 1987 et entre en politique ; elle est élue députée de Port-Vila au Parlement de Vanuatu aux élections législatives de novembre 1987, avec l'étiquette de l'Union des partis modérés (UPM), parti francophone. Elle siège ainsi sur les bancs du principal parti d'opposition,,. Avec Hilda Lini, elle est l'une des deux premières femmes députées du Vanuatu post-indépendance.
En juillet 1987, dix-huit des vingt députés de l'UPM, dont Maria Crowby, boycottent le Parlement pour protester contre la destitution de députés d'un autre parti d'opposition. Le 27 juillet, ayant été absents du Parlement trois jours consécutifs, ces dix-huit députés sont expulsés du Parlement par Onneyn Tahi, le président du Parlement, qui considère qu'ils ont démissionné de leur mandat,. S'ensuivent des élections législatives partielles, boycottées par l'UPM,,.
Candidate à nouveau dans la circonscription de Port-Vila aux élections législatives de 1991, elle termine sixième sur quatorze dans cette circonscription élisant cinq députés. En 1992, elle est nommée présidente de la Commission aux services publics, fonction qu'elle occupe jusqu'en 1994. À ce poste, en réponse à une grève d'employés du service public organisée par l'Association des Fonctionnaires (VPSA : Vanuatu Public Service Association) en 1994, elle limoge 224 grévistes. Le Conseil des syndicats de Vanuatu appelle à une grève générale, à laquelle la Cour suprême met fin en la déclarant illégale. Maria Crowby limoge au final plus de 600 grévistes employés des divers services publics.